# Vollmersweiler
Vollmersweiler település Németországban, Rajna-vidék-Pfalz tartományban. Lakosainak száma 211 fő (2023. december 31.). Vollmersweiler Freckenfeld és Wörth am Rhein községekkel határos.

## Népesség
A település népességének változása:
| Lakosok száma | 178  | 197  | 198  | 212  | 209  | 211  |
|               | 1975 | 2017 | 2019 | 2021 | 2022 | 2023 |